# Skały zasadowe
Skały zasadowe (inaczej skały maficzne, bazyty) – skały magmowe (zawierające od 40 do 53% SiO2); obejmują skały o niedomiarze krzemionki w stosunku do tlenków metali alkalicznych. Skały zasadowe względnie nasycone alkaliami nazywa się skałami alkalicznymi.
- Należą tu skały, które zawierają skaleniowce (foidy), pirokseny, często amfibole, oliwiny;
- Nie zawierają kwarcu, który bywa w nich spotykany tylko w szczególnych przypadkach;
- Przeważnie odznaczają się ciemną barwą (skały melanokratyczne), choć nie brak wśród nich odmian jaśniejszych.

Głębinowe skały zasadowe są reprezentowane przez: gabroidy – (np. gabro, noryt, pstrągowiec, anortozyt, esseksyt, teralit, cieszynit) także fojait – (np. syenit nefelinowy, szonkinit, tinguait) także dioryt foidowy oraz foidolit – (np. urtyt, ijolit, nefelinolit).

Wylewne skały zasadowe są reprezentowane przez: bazaltoidy – (np. bazalt, tefryt, bazanit, oceanit, limburgit), fonolit oraz foidyty.

Wiele skał zasadowych przyjmuje formę żyłową.